# دمیرچی کندی (حدادان)
دَمیرْچی حَدّادانْ (آهنگران) یکی از روستاهای استان آذربایجان شرقی است که در دهستان میشه‌پاره بخش مرکزی شهرستان کلیبر واقع شده است. مردم این روستا به زبان تاتی سخن می‌گویند.
اهالی دمیرچی حدادان به زبان تاتی سخن می‌گویند. که زبان پیشین آذربایجان بوده است.